# Piira
Piira est un village de la commune de Vinni du comté de Viru-Ouest en Estonie.
Au 31 décembre 2011, il compte 445 habitants.